# Wizard101
 (novembre 2011).
Si vous disposez d'ouvrages ou d'articles de référence ou si vous connaissez des sites web de qualité traitant du thème abordé ici, merci de compléter l'article en donnant les références utiles à sa vérifiabilité et en les liant à la section « Notes et références ».
Wizard101 est un jeu multijoueur en ligne (un MMORPG) créé et édité par Kingsisle qui se déroule dans un monde magique, dans lequel le joueur collectionne des cartes magiques, participe à des duels de magie et explore des mondes lointains. Dans la peau d'un jeune apprenti sorcier, il doit sauver Sorcelleville tout en découvrant des cultures fascinantes et mystérieuses comme l'Egypte ancienne, le Londres victorien ou les royaumes aztèques.
En septembre 2009, Wizard101 comptait 5 millions de joueurs.
Alors qu'il était de type Free-to-play à sa sortie, Wizard101 passe "en mode prestige" en 2012, ce qui signifie qu'à l'exception des zones de départ, l'intégralité du jeu est à présent payant d'accès, nécessitant donc une adhésion renouvelable pour débloquer directement tout le jeu ou bien l'achat de monnaie virtuelle permettant de débloquer une à une les différentes zones.

## Système de jeu
Le joueur contrôle un sorcier débutant venant de s'inscrire dans la célèbre École des arts magiques de Corbois. Tout en gagnant en puissance au fur et à mesure de ses aventures, il est amené à combattre des adeptes de Magie noire afin de sauvegarder (ou ramener, le cas échéant) la paix dans l'univers de la Spirale. Les principaux antagonistes de l'histoire sont l'ex-professeur de l'école de la mort Malistaire Drake et la sorcière Morgana.

### Création du personnage
L'apparence du sorcier peut être personnalisée lors de sa création, notamment le genre, la coupe et la couleur de cheveux, le visage ainsi que la couleur de la peau. Il sera aussi possible de choisir la couleur des vêtements de base du personnage, bien que cela ne soit guère important étant donné que le joueur sera rapidement amené à équiper d'autres habits. Le prénom du sorcier sera définissable à partir d'une roulette de prénoms variés mise à disposition. Quant au nom de famille, il se compose généralement de deux parties que l'on peut également choisir au moyens de roulettes: un préfixe adjectif et un suffixe nom commun lié au champ lexical du merveilleux ou du fantastique. Le nom et le prénom seront modifiables une seule et unique fois après la création du personage.
Au lieu des classes de personnages traditionnelles dans les Mmorpg, Wizard101 offre aux joueurs un choix parmi sept écoles de magie différentes, chacune offrant une approche différente du duel magique qui constitue la base du jeu.
Parmi ces écoles de magie, on trouve :
- l'école du feu (spécialisée dans les dot) ;
- l'école des glaces (spécialisée dans les sorts de protections ainsi que les sorts d'entrave, prédispose donc au rôle de tank) ;
- l'école des tempêtes (spécialisée dans le DPS) ;
- l'école de la vie (spécialisée dans les sorts de soin, prédispose donc au rôle de healer) ;
- l'école des mythes (spécialisée dans l'invocation de laquais ainsi que les destructions de buff) ;
- l'école de la mort (spécialisée dans le debuff  ainsi que le vol de vie) ;
- l'école de l'harmonie (polyvalente, spécialisée dans les buff, les sorts de protections, les soins et les attaques de zone).

### Système de combat
Les combats magiques sont le centre du Gameplay du jeu. Ils reposent sur un système de tour-par-tour et peuvent aussi bien se pratiquer seul qu'à plusieurs. Il y a également une possibilité de pratiquer le PvP, c'est-à-dire des combats amicaux entre les joueurs eux-mêmes, plutôt que contre des adversaires du jeu contrôlés par une IA.
Les combats prennent l'apparence d'une partie de carte (chaque sorts maîtrisé par un joueur étant incarné par une carte précise) permettant plusieurs actions: attaquer l'adversaire, se soigner, se protéger (ou protéger un allié) pour une future attaque, renforcer la puissance ou l'efficacité de son prochain sort, affaiblir l'adversaire ou même passer son tour. Chaque personnage (que ce soit les joueurs ou les monstres du jeu) possède une jauge de santé qu'il doit garder le plus possible intacte. Un combattant est vaincu lorsque sa santé tombe à zéro. le sorts d'attaques enlèvent à chaque fois un nombre spécifique de points de santé. Au fur et à mesure que le joueur avance dans le jeu, gagne en puissance et obtient de nouvelles cartes, la difficulté des combats se corse, ses derniers demandant de plus en plus de stratégie pour être remportés.
Un élément important à noter est que les monstres présents dans le jeu utilisent chacun une magie d'une école spécifique. Or, à l'instar de la série de jeux vidéo Pokémon, chaque type d'école est particulièrement sensible aux attaques d'un type spécifique mais particulièrement résistant à celles de son propre type. Ainsi, certains combats peuvent nécessiter de plus grandes stratégies que d'autres (ou bien l'aide d'alliés) si l'adversaire se révèle être de la même école que le joueur.

### L'univers
L'aventure de Wizard101 prend place au sein d'une galaxie fictive nommée "La Spirale" dans laquelle sont connectés différents mondes que le joueur sera amené à découvrir et à parcourir. Chacun de ses mondes possède une atmosphère qui lui est propre et la plupart d'entre eux sont directement inspirés d'endroits réels ou bien de lieux de légendes. Parmi les mondes disponibles, on trouve:
-Sorcelleville (lieu de départ où se trouve l'école des arts magiques de Corbois)
-Crocotopia et Sélénopolis (inspiré de l'Egypte antique et de la mythologie égyptienne)
-Morlezos (inspiré de l'époque victorienne londonienne du XIXème siècle)
-Grizzelheim et Hyverland (inspirés du folklore et de la mythologie viking)
-Meushu (inspiré du Japon de l'époque d'Edo)
-Wysteria (monde abritant une école de magie concurrente, l'académie de Porcitadelle)
-Roc du Dragon (école de magie détruite abritant maintenant les fantômes des guerriers qui y habitaient jadis)
-Célestia (monde aquatique pourvu de plusieurs références aux œuvres de Jules Verne, notamment le roman Vingt Mille Lieues sous les mers)
-Zafaria (inspiré de la savane africaine)
-Avalon (inspiré de la Matière de Bretagne, notamment les légendes du Roi Arthur)
-Aztéqua (inspiré à la fois de la culture Aztèque et de l'époque du Crétacé)
-Aquila (inspiré de la mythologie romaine)
-Chrysalis (pourvu de nombreuses références à l'Entomologie)
-Polaris (inspiré du folklore traditionnel russe)
-Mirage (inspiré des mythes d'Extrême-Orient)
-Empyréa (un monde isolé habité par beaucoup de peuples)
-Karamelle (inspiré du folklore germanique adapté à un monde de sucreries)
-Lémuria (créé de toutes pièces par un protagoniste, peuplé par des Lemuriformes)
-Novus (monde formé avec l'apparition d'étranges rochers au-dessus de plusieurs mondes de la Spirale, monde surréaliste)
-Wallaru (inspiré par l'Australie du début du XXe siècle)
à noter que de nouveaux mondes sont rajoutés au jeu au travers de mises à jour.

## Postérité
En 2012, KingsIsle Entertainment a sorti un autre jeu multijoueur en ligne (un MMORPG) issu du même univers : Pirate101 ; ce jeu est inédit dans tous les pays francophones.
En 2022, KingsIsle Entertainment et Gamigo reprennent les serveurs européens auprès de Gameforge qui se sépare de Wizard101 et l'édition du jeu pour les serveurs européens.